# Morenii Noi
Morenii Noi è un comune della Moldavia situato nel distretto di Ungheni di 1.273 abitanti al censimento del 2004.

## Località
Il comune è formato dall'insieme della seguenti località (popolazione 2004):
- Morenii Noi (1.144 abitanti)
- Şicovăţ (129 abitanti)